# Giuseppe De Luca (fumettista)
Giuseppe De Luca (Casarano, 18 agosto 1963) è un fumettista italiano.

## Carriera
Fa il suo esordio da autodidatta nella rivista Intrepido nel 1995. Dal 2004 in poi pubblica diversi fumetti con l'Associazione Culturale Alex Raymond, conosciuta anche come "Cronaca di Topolinia". Nel 2006 entra nello staff de L'insonne disegnando negli episodi 7 e 8 della serie. Nel 2007 esce il primo episodio della serie New World Order per Image comics con i suoi disegni. A partire dal 2008 i suoi disegni illustrano diversi episodi della serie mensile Nemrod per Star Comics: episodi 4, 10, 13, 18, 23. Nel 2010 per Star Comics è disegnatore del primo episodio e copertinista della miniserie Pinkerton s.a.. Nel 2010 c'è anche l'esordio in Francia con "Zephyr Editions" con il fumetto "Les enragés du Normandie-Niemen", nel 2012 con la serie "Blackbirds". Nel 2011, sempre per Star Comics, disegna il quarto episodio di San Michele. Nel 2015 esordisce sulla serie a fumetti Dragonero per Sergio Bonelli Editore, disegnando i nn. 20, una breve storia del 24 e 35.